# 貝爾費斯海崖
78°50′S 161°40′E / 78.833°S 161.667°E
貝爾費斯海崖是南極洲的海崖，位於斯凱爾頓冰川，處於安特山冰川和梅森冰川之間，海拔高度940米，在1957年由英聯邦探險隊測量和命名。